# محوطه کهنه کلوخ
محوطه کهنه کلوخ مربوط به سدهٔ ۳ و ۴ ه‍.ق تا دوره صفوی است و در شهرستان سربیشه، روستای حسین‌آباد غیناب واقع شده و این اثر در تاریخ ۲۴ تیر ۱۳۸۲ با شمارهٔ ثبت ۹۲۵۹ به‌عنوان یکی از آثار ملی ایران به ثبت رسیده است.